# Banchus leptura
Banchus leptura là một loài tò vò trong họ Ichneumonidae.